# Mark Woodforde
Mark Woodforde, né le 23 septembre 1965 à Adélaïde, est un ancien joueur de tennis professionnel australien.
Il est surtout connu comme étant l'un des deux Woodies, surnom donné à l'équipe de double qu'il formait avec son compatriote Todd Woodbridge. Les Woodies ont ainsi remporté 61 tournois de double jusqu'à la fin de la carrière de Woodforde en 2000, dont 11 tournois du Grand Chelem, ainsi que deux Master Cup en 1992 et 1996.
Avec Todd Woodbridge, Woodforde a également remporté deux médailles olympiques, la médaille d'or à Atlanta en 1996, puis l'argent à Sydney en 2000, devant son public.
En 2010, les Woodies sont consacrés membres de l'International Tennis Hall of Fame.

## Carrière

### En simple
Mark Woodforde a commencé sa carrière professionnelle en 1984. Il a remporté 4 tournois en simple, dont le tournoi de sa ville natale d'Adélaïde à deux reprises. Il a été demi-finaliste de l'Open d'Australie en 1996 et a atteint trois fois les huitièmes de finale à Wimbledon, deux fois ceux de l'US Open, et une fois à Roland-Garros en 1997. Dans sa carrière en grand chelem, il compte plusieurs victoires contre des joueurs de prestige, notamment John McEnroe (US Open 1988), Yannick Noah (Open d'Australie 1989), Jim Courier (Wimbledon 1990) ou Ievgueni Kafelnikov (US Open 1997).

### En double
Son palmarès en double messieurs est beaucoup plus imposant, comptant pas moins de 12 victoires en Grand Chelem : 1 titre à Roland-Garros, 2 en Australie, 3 à l'US Open et 6 à Wimbledon (le record). Parmi ces titres, 11 ont été remportés avec Todd Woodbridge, sauf le premier avec John McEnroe en 1989, à l'US Open. Les Woodies ont également remporté deux médailles olympiques : l'or à Atlanta en 1996 et l'argent à Sydney en 2000.
Mark Woodforde a atteint la première place du classement ATP du double messieurs le 16 novembre 1992.

## Palmarès

### En double messieurs
| 67 titres en double | 12 G. Chelem | 12 G. Chelem | 12 G. Chelem | 12 G. Chelem | 2 Masters  | 2 Masters  | 2 Masters  | 2 Masters    | 15 Masters 1000 | 15 Masters 1000 | 15 Masters 1000 | 15 Masters 1000 | 11 ATP 500   | 11 ATP 500   | 11 ATP 500         | 11 ATP 500         | 24 ATP 250         | 24 ATP 250         | 24 ATP 250         | 24 ATP 250         | 1 JO               | 1 JO            | 1 JO            | 1 JO            | 2 NC            | 2 NC            | 2 NC            | 2 NC            |
| 67 titres en double | 34 sur dur   | 34 sur dur   | 34 sur dur   | 34 sur dur   | 34 sur dur | 34 sur dur | 34 sur dur | 10 sur gazon | 10 sur gazon    | 10 sur gazon    | 10 sur gazon    | 10 sur gazon    | 10 sur gazon | 10 sur gazon | 9 sur terre battue | 9 sur terre battue | 9 sur terre battue | 9 sur terre battue | 9 sur terre battue | 9 sur terre battue | 9 sur terre battue | 14 sur moquette | 14 sur moquette | 14 sur moquette | 14 sur moquette | 14 sur moquette | 14 sur moquette | 14 sur moquette |

## Parcours dans les tournois duGrand Chelem

### En simple
| Année | Open d'Australie | Open d'Australie | Internationaux de France | Internationaux de France | Wimbledon       | Wimbledon      | US Open         | US Open       | Open d'Australie | Open d'Australie |
| ----- | ---------------- | ---------------- | ------------------------ | ------------------------ | --------------- | -------------- | --------------- | ------------- | ---------------- | ---------------- |
| 1985  | n.o.             | n.o.             | —                        | —                        | —               | —              | —               | —             | 3e tour (1/16)   | J. Lapidus       |
| 1986  | n.o.             | n.o.             | 1er tour (1/64)          | C. Motta                 | 1er tour (1/64) | B. Gilbert     | 1er tour (1/64) | E. Jelen      | n.o.             | n.o.             |
| 1987  | 2e tour (1/32)   | G. Muller        | —                        | —                        | 2e tour (1/32)  | M. Mečíř       | 1/8 de finale   | M. Mečíř      | n.o.             | n.o.             |
| 1988  | 3e tour (1/16)   | I. Lendl         | 3e tour (1/16)           | P. Cash                  | 1/8 de finale   | I. Lendl       | 1/8 de finale   | M. Wilander   | n.o.             | n.o.             |
| 1989  | 3e tour (1/16)   | van Rensburg     | 3e tour (1/16)           | G. Ivanišević            | 1er tour (1/64) | van Rensburg   | 2e tour (1/32)  | M. Mečíř      | n.o.             | n.o.             |
| 1990  | 3e tour (1/16)   | D. Wheaton       | —                        | —                        | 1/8 de finale   | B. Pearce      | —               | —             | n.o.             | n.o.             |
| 1991  | 1/8 de finale    | P. McEnroe       | 1er tour (1/64)          | D. Pérez                 | 1er tour (1/64) | D. Nargiso     | 1er tour (1/64) | M. Chang      | n.o.             | n.o.             |
| 1992  | 3e tour (1/16)   | W. Ferreira      | 1er tour (1/64)          | M. Filippini             | 2e tour (1/32)  | G. Ivanišević  | 3e tour (1/16)  | R. Krajicek   | n.o.             | n.o.             |
| 1993  | 2e tour (1/32)   | G. Forget        | 3e tour (1/16)           | M.-K. Goellner           | 2e tour (1/32)  | H. Holm        | 1er tour (1/64) | J. Hlasek     | n.o.             | n.o.             |
| 1994  | 1er tour (1/64)  | A. Cherkasov     | 3e tour (1/16)           | J. Frana                 | 2e tour (1/32)  | D. Vacek       | 1er tour (1/64) | M. Rosset     | n.o.             | n.o.             |
| 1995  | 3e tour (1/16)   | J. Courier       | 2e tour (1/32)           | R. Reneberg              | 3e tour (1/16)  | W. Ferreira    | 2e tour (1/32)  | T. Muster     | n.o.             | n.o.             |
| 1996  | 1/2 finale       | Bo. Becker       | 1er tour (1/64)          | À. Corretja              | 1er tour (1/64) | M. Larsson     | 1er tour (1/64) | Philippoussis | n.o.             | n.o.             |
| 1997  | 3e tour (1/16)   | P. Sampras       | 1/8 de finale            | P. Rafter                | 1/8 de finale   | M. Stich       | 3e tour (1/16)  | A. Agassi     | n.o.             | n.o.             |
| 1998  | 1er tour (1/64)  | M. Damm          | 1er tour (1/64)          | F. Vicente               | 3e tour (1/16)  | J. Stoltenberg | 1er tour (1/64) | G. Ivanišević | n.o.             | n.o.             |
| 1999  | 2e tour (1/32)   | P. Rafter        | 1er tour (1/64)          | V. Spadea                | 2e tour (1/32)  | Philippoussis  | 2e tour (1/32)  | P. Wessels    | n.o.             | n.o.             |
| 2000  | 2e tour (1/32)   | F. Squillari     | —                        | —                        | 1er tour (1/64) | M. Norman      | —               | —             | n.o.             | n.o.             |

N.B. : à droite du résultat se trouve le nom de l'ultime adversaire.

### En double
| Année | Open d'Australie            | Open d'Australie     | Internationaux de France   | Internationaux de France | Wimbledon                | Wimbledon              | US Open                    | US Open                | Open d'Australie          | Open d'Australie        |
| ----- | --------------------------- | -------------------- | -------------------------- | ------------------------ | ------------------------ | ---------------------- | -------------------------- | ---------------------- | ------------------------- | ----------------------- |
| 1984  | n.o.                        | n.o.                 | —                          | —                        | —                        | —                      | —                          | —                      | 1er tour (1/32) Limberger | E. Edwards van Rensburg |
| 1985  | n.o.                        | n.o.                 | —                          | —                        | —                        | —                      | —                          | —                      | 1er tour (1/32) Alexander | M. Bauer L. Bourne      |
| 1986  | n.o.                        | n.o.                 | 2e tour (1/16) Tideman     | H. Leconte S. Stewart    | 1/8 de finale Schapers   | M. Davis B. Drewett    | —                          | —                      | n.o.                      | n.o.                    |
| 1987  | 1er tour (1/32) Limberger   | S. Denton D. Dowlen  | 2e tour (1/16) Limberger   | G. Donnelly P. Fleming   | 1/4 de finale Limberger  | S. Edberg A. Järryd    | 1er tour (1/32) Limberger  | R. Acioly L. Scott     | n.o.                      | n.o.                    |
| 1988  | 2e tour (1/16) Limberger    | J. Bates Lundgren    | 1/2 finale W. Masur        | Fitzgerald A. Järryd     | 1/4 de finale W. Masur   | K. Flach R. Seguso     | 2e tour (1/16) W. Masur    | D. Cahill S. Youl      | n.o.                      | n.o.                    |
| 1989  | 1/2 finale J. McEnroe       | D. Cahill Kratzmann  | 1/8 de finale T. Šmíd      | T. Carbonell C. Costa    | 2e tour (1/16) M. Mečíř  | K. Flach R. Seguso     | Victoire J. McEnroe        | K. Flach R. Seguso     | n.o.                      | n.o.                    |
| 1990  | 2e tour (1/16) van Rensburg | N. Broad G. Muller   | —                          | —                        | —                        | —                      | 1er tour (1/32) J. McEnroe | G. Forget J. Hlasek    | n.o.                      | n.o.                    |
| 1991  | 1/2 finale Woodbridge       | McEnroe Wheaton      | 1/8 de finale Woodbridge   | G. Connell Michibata     | 1/4 de finale Woodbridge | W. Ferreira P. Norval  | 1/2 finale Woodbridge      | Fitzgerald A. Järryd   | n.o.                      | n.o.                    |
| 1992  | Victoire Woodbridge         | K. Jones R. Leach    | 1/8 de finale Woodbridge   | Kratzmann W. Masur       | 1/2 finale Woodbridge    | J. Grabb Reneberg      | 1/2 finale Woodbridge      | K. Jones R. Leach      | n.o.                      | n.o.                    |
| 1993  | 1er tour (1/32) Woodbridge  | G. Muller J. Sánchez | 1/2 finale Woodbridge      | Goellner D. Prinosil     | Victoire Woodbridge      | G. Connell Galbraith   | 1/8 de finale Woodbridge   | D. Adams Olhovskiy     | n.o.                      | n.o.                    |
| 1994  | 1/4 de finale Woodbridge    | J. Apell Björkman    | 1/4 de finale Woodbridge   | J. Apell Björkman        | Victoire Woodbridge      | G. Connell Galbraith   | Finale Woodbridge          | J. Eltingh P. Haarhuis | n.o.                      | n.o.                    |
| 1995  | 1/8 de finale Woodbridge    | Knowles D. Nestor    | 1er tour (1/32) Woodbridge | C. Brandi L. Pimek       | Victoire Woodbridge      | R. Leach S. Melville   | Victoire Woodbridge        | A. O'Brien S. Stolle   | n.o.                      | n.o.                    |
| 1996  | 1er tour (1/32) Woodbridge  | J. Eagle A. Florent  | 1/2 finale Woodbridge      | G. Forget J. Hlasek      | Victoire Woodbridge      | B. Black G. Connell    | Victoire Woodbridge        | J. Eltingh P. Haarhuis | n.o.                      | n.o.                    |
| 1997  | Victoire Woodbridge         | S. Lareau A. O'Brien | Finale Woodbridge          | Kafelnikov D. Vacek      | Victoire Woodbridge      | J. Eltingh P. Haarhuis | 1er tour (1/32) Woodbridge | T. Kempers M. Oosting  | n.o.                      | n.o.                    |
| 1998  | Finale Woodbridge           | Björkman J. Eltingh  | 1/8 de finale Woodbridge   | M. Knowles D. Nestor     | Finale Woodbridge        | J. Eltingh P. Haarhuis | 1/8 de finale Woodbridge   | S. Stolle C. Suk       | n.o.                      | n.o.                    |
| 1999  | 1/2 finale Woodbridge       | Björkman P. Rafter   | 1er tour (1/32) Woodbridge | N. Đorđević G. Köves     | 1/4 de finale Woodbridge | P. Haarhuis J. Palmer  | 1/4 de finale Woodbridge   | S. Lareau A. O'Brien   | n.o.                      | n.o.                    |
| 2000  | 1/2 finale Woodbridge       | E. Ferreira R. Leach | Victoire Woodbridge        | P. Haarhuis S. Stolle    | Victoire Woodbridge      | P. Haarhuis S. Stolle  | 2e tour (1/16) Woodbridge  | L. Hewitt M. Mirnyi    | n.o.                      | n.o.                    |

N.B. : le nom du ou de la partenaire se trouve sous le résultat ; le nom des ultimes adversaires se trouve à droite.

## Participation aux Masters

### En double
| Année | Ville        | Surface         | Partenaire      | Résultats | Résultat final    |
| ----- | ------------ | --------------- | --------------- | --------- | ----------------- |
| 1991  | Johannesburg | Dur indoor      | Todd Woodbridge | 2v, 2d    | Demi-finaliste    |
| 1992  | Johannesburg | Dur ext.        | Todd Woodbridge | 4v, 1d    | Vainqueur         |
| 1993  | Johannesburg | Dur indoor      | Todd Woodbridge | 3v, 2d    | Finaliste         |
| 1994  | Jakarta      | Dur indoor      | Todd Woodbridge | 4v, 1d    | Finaliste         |
| 1995  | Eindhoven    | Moquette indoor | Todd Woodbridge | 3v, 1d    | Demi-finaliste    |
| 1996  | Hartford     | Moquette indoor | Todd Woodbridge | 4v, 1d    | Vainqueur         |
| 1997  | Hartford     | Moquette indoor | Todd Woodbridge | 2v, 1d    | Éliminé en poules |
| 1998  | Hartford     | Moquette indoor | Todd Woodbridge | 0v, 3d    | Éliminé en poules |
| 1999  | Hartford     | Moquette indoor | Todd Woodbridge | 3v, 1d    | Demi-finaliste    |

## Coupe Davis
En Coupe Davis, Woodforde a disputé trois finales, dont celle, victorieuse, de 1999 contre la France à Paris. Woodforde prit sa retraite après la défaite en finale de la Coupe Davis face à l'Espagne en 2000 et fut nommé entraîneur de l'Australie en Fed Cup en 2003.

## Classement ATP

### En fin de saison
| Année          | 1984 | 1985 | 1986 | 1987 | 1988 | 1989 | 1990 | 1991 | 1992 | 1993 | 1994 | 1995 | 1996 | 1997 | 1998 | 1999 | 2000 |
| Rang en simple | 385  | 127  | 181  | 67   | 42   | 75   | 101  | 88   | 40   | 28   | 43   | 51   | 27   | 46   | 58   | 129  | 321  |
| Rang en double | 194  | 141  | 140  | 53   | 18   | 6    | 118  | 11   | 1    | 8    | 3    | 2    | 1    | 2    | 6    | 11   | 1    |

### Périodes au rang de numéro un mondial en double
| Précédé par     | Dates                                                | Suivi par       | Nombre de semaines | Cumul |
| --------------- | ---------------------------------------------------- | --------------- | ------------------ | ----- |
| Todd Woodbridge | 16/11/1992 - 31/01/1993                              | Richey Reneberg | 11                 | 11    |
| Paul Haarhuis   | 27/03/1995 - 11/06/1995                              | Jacco Eltingh   | 11                 | 22    |
| Todd Woodbridge | 14/10/1996 - 12/10/1997 co-no 1 avec Todd Woodbridge | Todd Woodbridge | 52                 | 74    |
| Todd Woodbridge | 30/10/2000 - 07/01/2001                              | Todd Woodbridge | 10                 | 84    |